# المعظم عیسی
المعظم عیسی (۱۱۷۶ – ۱۲ نوامبر ۱۲۲۷)، فرزند عادل یکم ایوبی بود که پس از مرگ پدرش، جانشین وی در دمشق شد. وی در جریان جنگ صلیبی پنجم به همراه برادرش الکامل محمد سلطان مصر، صلیبیون را شکست داد و دمیاط را بازپس گرفت.

## دستور به ترجمه شاهنامه فردوسی
گفته می‌شود وی به عنوان یک حاکم عرب زبان، کسی بود که به ادیب و تاریخدان زبان فارسی و عربی یعنی بنداری اصفهانی دستور داد شاهنامه حکیم ابوالقاسم فردوسی را به زبان عربی ترجمه کند.